# Bougouriba
La Bougouriba est une des 45 provinces du Burkina Faso, située dans la région du Sud-Ouest.

## Géographie

### Démographie
- En 1996, la province comptait 76 498 habitants recensés (27,58 hab./km2)[3],[4].
- En 2003, la province comptait 90 004 habitants estimés (32,45 hab./km2)[5].
- En 2006, la province comptait 101 479 habitants recensés (36,58 hab./km2)[6].
- En 2010, la province comptait 113 163 habitants estimés (40,79 hab./km2)[7].
- En 2019, la province comptait 153 606 habitants recensés (55,37 hab./km2)[2].

### Principales localités
Ne sont listées ici que les localités de la province ayant atteint au moins 2 000 habitants dans les derniers recensements (ou estimations de source officielles). Les données détaillées par ville, secteur ou village du dernier recensement général de 2019 ne sont pas encore publiées par l'INSD (en dehors des données préliminaires par département).
| Ville ou village | Coordonnées                 | Altitude | Population  | Population  |
| Ville ou village | Coordonnées                 | Altitude | Rec. 1996   | Rec. 2006   |
| ---------------- | --------------------------- | -------- | ----------- | ----------- |
| Diébougou        | 10° 57′ 41″ N, 3° 15′ 00″ O | m        | 11 637 hab. | 17 937 hab. |
| Bondigui         | 10° 54′ 26″ N, 3° 29′ 55″ O | m        | 2 465 hab.  | 3 427 hab.  |
| Dolo             | 10° 51′ 53″ N, 3° 24′ 10″ O | m        | 1 112 hab.  | 3 115 hab.  |
| Bapla-Birifor    | 10° 51′ 26″ N, 3° 15′ 46″ O | m        | 2 416 hab.  | 2 144 hab.  |
| Konsabla         | 10° 58′ 30″ N, 3° 20′ 54″ O | m        | 1 284 hab.  | 2 599 hab.  |
| Diassara         | 10° 41′ 24″ N, 3° 34′ 40″ O | m        | 554 hab.    | 2 882 hab.  |
| Gbingué          | 10° 42′ 35″ N, 3° 42′ 42″ O | m        | 233 hab.    | 2 847 hab.  |

## Administration

### Chef-lieu et haut-commissariat
Diébougou est le chef-lieu de la province, administrativement dirigée par un haut-commissaire, nommé par le gouvernement et placé sous l'autorité du gouverneur de la région. Le haut-commissaire coordonne l'administration locale des préfets nommés dans chacun des départements.
| Période        | Période     | Identité             | Fonction précédente    | Observation |
| -------------- | ----------- | -------------------- | ---------------------- | ----------- |
| 8 juillet 2016 | 3 juin 2020 | Mme Aminata Tarnagda | Administratrice civile | [ 8 ]       |
| 3 juin 2020    | En cours    | M. Raphaël Zoungrana | Administrateur civil   | [ 1 ]       |

| Période        | Période  | Identité         | Fonction précédente  | Observation |
| -------------- | -------- | ---------------- | -------------------- | ----------- |
| 8 juillet 2016 | En cours | M. Saïdou Sakira | Administrateur civil | [ 8 ]       |

### Départements ou communes

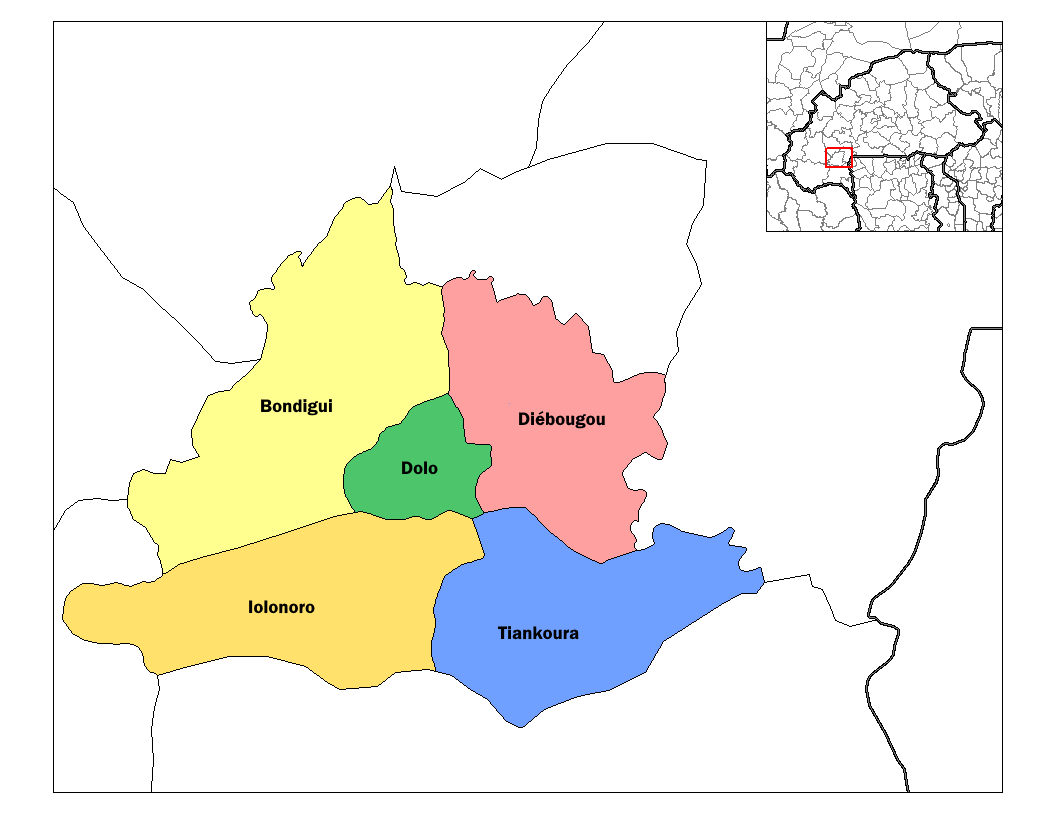
Carte des cinq départements de la province de la Bougouriba, formant également le district sanitaire de Diébougou.

La province de la Bougouriba est administrativement composée de cinq départements ou communes.
Quatre sont des communes rurales, Diébougou est une commune urbaine dont la ville chef-lieu, subdivisée en sept secteurs urbains, est également chef-lieu de la province :
| Département ou commune     | Type de commune            | Subdivisions,                        | Chef-lieu                            | Population | Population | Population | Population |
| Département ou commune     | Type de commune            | Subdivisions,                        | Chef-lieu                            | Rec. 1996  | Est. 2003  | Rec. 2006  | Rec. 2019  |
| -------------------------- | -------------------------- | ------------------------------------ | ------------------------------------ | ---------- | ---------- | ---------- | ---------- |
| Bondigui                   | rurale                     | 15 villages                          | Bondigui                             | 11 902     | 16 065     | 17 374     | 29 516     |
| Diébougou                  | urbaine                    | 1 ville (7 secteurs) et 24 villages  | Diébougou (chef-lieu de la province) | 35 471     | 35 047     | 42 067     | 63 280     |
| Dolo                       | rurale                     | 14 villages                          | Dolo                                 | 8 430      | 8 910      | 8 431      | 10 793     |
| Iolonioro (ou Nioronioro)  | rurale                     | 41 villages                          | Iolonioro (ou Nioronioro)            | 8 962      | 16 896     | 20 688     | 35 338     |
| Tiankoura                  | rurale                     | 37 villages                          | Tiankoura                            | 11 733     | 13 086     | 12 919     | 14 679     |
| 5 départements ou communes | 5 départements ou communes | 1 ville (7 secteurs) et 131 villages | Total                                | 76 498     | 90 004     | 101 479    | 153 606    |

## Santé et éducation
Les cinq communes de la province forment le district sanitaire de Diébougou au sein de la région.